# Turbonilla muricatoides
Turbonilla muricatoides är en snäckart som beskrevs av Dall och Bartsch 1907. Turbonilla muricatoides ingår i släktet Turbonilla och familjen Pyramidellidae. Inga underarter finns listade i Catalogue of Life.